# 국립역사박물관 (스웨덴)
국립역사박물관(Statens historiska museum, Historiska museet)은 스웨덴 스톡홀름에 위치한 역사 박물관이다.